# Tharros
Tharros (napisano tudi Tharras, starogrško Θάρρας, Ptolemajsko helenistično Τάρραι/Τάρρας, Tárrai/Tárras; latinsko Tarrhae/Tarrhas) je bilo starodavno mesto in nekdanja škofija na zahodni obali Sardinije v Italiji.
Trenutno je latinskokatoliški naslovni sedež in arheološko najdišče v bližini vasi San Giovanni di Sinis, občina Cabras, v pokrajini Oristano. Stoji na južni obali polotoka Sinis, ki tvori severni rt zaliva Oristano, ob rtu San Marco. Zdi se, da je bil Tharros, ki ga omenja Ptolemaj in v Itinerarijih, eno najpomembnejših krajev na otoku.

## Zgodovina

### Ustanovitev
Do pred nekaj leti so arheološke najdbe na območju Tharrosa podpirale teorijo, da so mesto ustanovili Feničani v 8. stoletju pr. n. št. Verjetnost za to je zmanjšala najdba nekaterih delov stare naselbine v laguni Mistras. Zdi se, da je potopljena 100-metrska stena del pristaniške strukture, ki je veliko starejša od feničanske, saj se je leta 1200 pred našim štetjem morska gladina dvignila in pogoltnila obstoječe stavbe. Predhodna nuraška naselbina je tam očitno obstajala v bronasti dobi, kot kaže prisotnost nuragov v bližini območja tophet.

### Topeth
Arheologi so na vrhu hriba, imenovanega Su Muru Mannu, v bližini ostankov vasi, ki so jo zgradila nuraška ljudstva (1900–730 pr. n. št.), našli tophet, sveto mesto na prostem, ki je običajno za več naselij Feničanov v zahodnem Sredozemlju. To velja za prvi znak kolonizacije in urbanizacije.

### Kasnejša zgodovina
Izkopavanja so pokazala, da so Tharros od 8. stoletja pr. n. št. do njegove opustitve v 10. stoletju naseljevali najprej Feničani, nato Puni in nato Rimljani. Mesto je bilo glavno mesto srednjeveškega Giudicata iz Arboreje, rimsko/bizantinske reliktne države od 9. stoletja do leta 1070, ko se je Orzocorre I. iz Arboreje pod pritiskom saracenskih plenilcev preselil v Oristano. Mesto je bilo v tem času ali kmalu zatem dejansko zapuščeno. Mesto so nato stoletja uporabljali kot kamnolom. Napis beleži popravilo ceste od Tharrosa do Cornusa šele v času vladavine rimskega cesarja Filipa. Antoninov itinerar ga pravilno postavlja 18 milj od Cornusa in 12 od Otoca (sodobna Santa Giusta pri Oristanu). Vendar pa njegova zgodovina v večjem delu obdobja rimske nadvlade ali zgodnjega krščanstva ni znana.

## Škofija

### Rezidenčna (nad)škofija
Škofija Tharros je bila ustanovljena okoli leta 400, njen edini domnevno zgodovinsko zabeleženi škof je bil Johannes okoli leta 500. Leta 700 se je preimenovala v škofijo Sinis-Tharros. Leta 800 je dobila ozemlje od zatrte škofije Cornus.
Od leta 1000 je bila povišana v metropolitansko nadškofijo Sinis-Tharros, očitno zato, da bi se ujemala s prestižem Giudice (fevdalnega časovnega guvernerja) Arboreje, ki je imel tam prebivališče, z dvema sufraganskima sedežema: škofijo Santa Giusta ter škofijo Terralba in Uselli. Leta 1070 je izgubila ozemlje in ustanovila škofijo Bosa.
Uradno je bila zatrta leta 1093, njeno ozemlje pa je bilo ponovno dodeljeno za ustanovitev metropolitanske nadškofije Oristano, kjer je bil njen sedež ustanovljen leta 1070 po izselitvi mesta.

### Naslovna škofija
Leta 1755 je bila škofija nominalno obnovljena kot latinska naslovna škofija, ki je nosila ime Sinita, dokler se leta 1793 ni preimenovala v Sinis. Njeni upravitelji so bili/so ustreznega škofovskega (najnižjega) ranga, z nadškofovsko izjemo (naslov Tharros).

## Najdišče
Območje je zdaj muzej na prostem z aktivnimi izkopavanji. Med zanimivimi strukturami so tophet, kopalne instalacije, temelji templja in območje s hišami in obrtniškimi delavnicami.
Večino artefaktov je mogoče najti v Arheološkem muzeju v Cagliariju, v Antiquarium Arborense, Arheološkem muzeju mesta Cabras in v Britanskem muzeju v Londonu.

## V literaturi
Finski pisatelj Göran Schildt je obiskal in fotografiral Tharros na svojih potovanjih po Sredozemskem morju s svojo ladjo Daphne.

## Paleogenetika
Študija starodavne DNK iz leta 2021, ki so jo izvedli Stefania Sarno et al., je pokazala, da so bili med 14 posamezniki, pokopanimi v južni nekropoli Tharrosa iz punske dobe, ljudje, ki prihajajo iz Severne Afrike in Iberskega polotoka. Sodobni prebivalci Cabrasa in Belvìja se večinoma združujejo z avtohtonimi predfeničanskimi prebivalci otoka in drugimi sodobnimi prebivalci Sardinije.